# Luotian Shuiku
Luotian Shuiku (kinesiska: 罗田水库) är en reservoar i Kina. Den ligger i provinsen Guangdong, i den södra delen av landet, omkring 70 kilometer sydost om provinshuvudstaden Guangzhou. Luotian Shuiku ligger 25 meter över havet. Arean är 0,54 kvadratkilometer. Omgivningarna runt Luotian Shuiku är en mosaik av jordbruksmark och naturlig växtlighet. Den sträcker sig 1,2 kilometer i nord-sydlig riktning, och 1,0 kilometer i öst-västlig riktning.
Genomsnittlig årsnederbörd är 2 102 millimeter. Den regnigaste månaden är maj, med i genomsnitt 423 mm nederbörd, och den torraste är januari, med 26 mm nederbörd.